# Catherine Craig
Pour les articles homonymes, voir Craig.
Catherine Craig (nom de scène de Catherine Jewel Feltus), née le 18 janvier 1915 à Bloomington (Indiana) et morte le 14 janvier 2004 à Santa Barbara (Californie), est une actrice américaine.

## Biographie

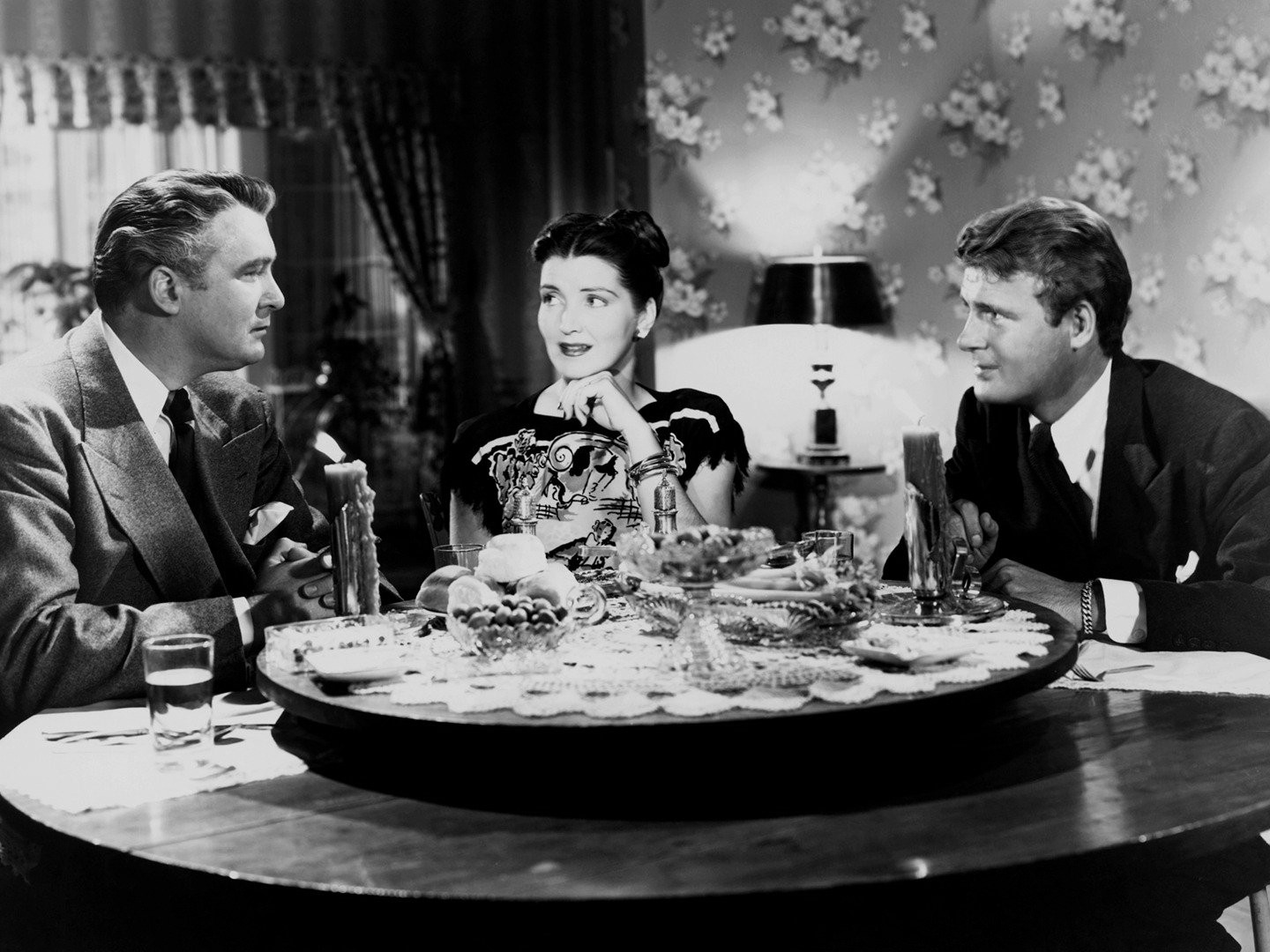
The Pretender (1947) :
Albert Dekker, Catherine Craig et Charles Drake (de g. à d.)

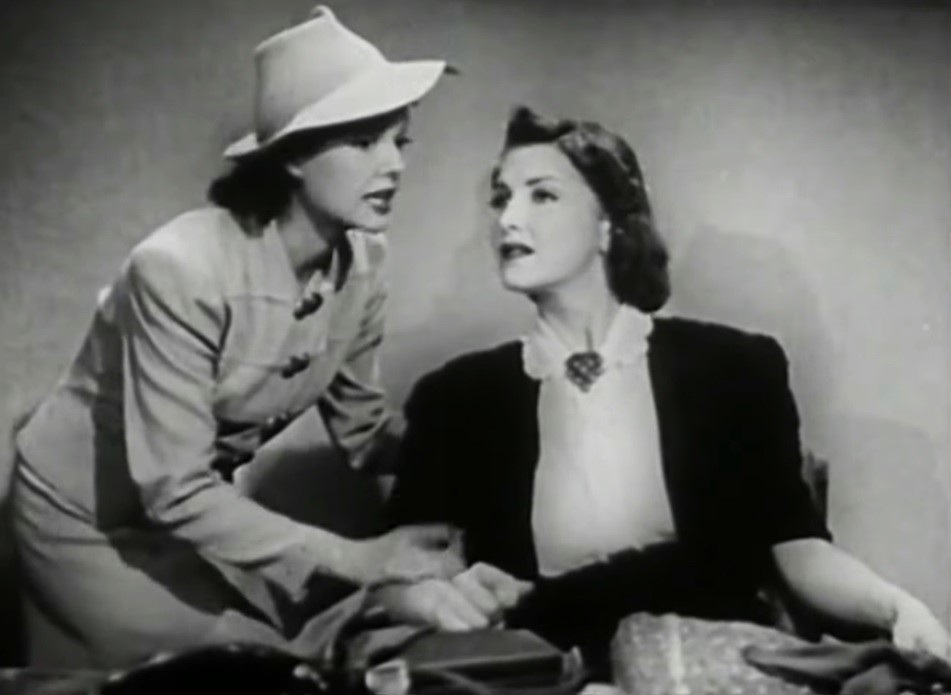
La Malédiction (1940) :
Marjorie Reynolds (à g.) et Catherine Craig

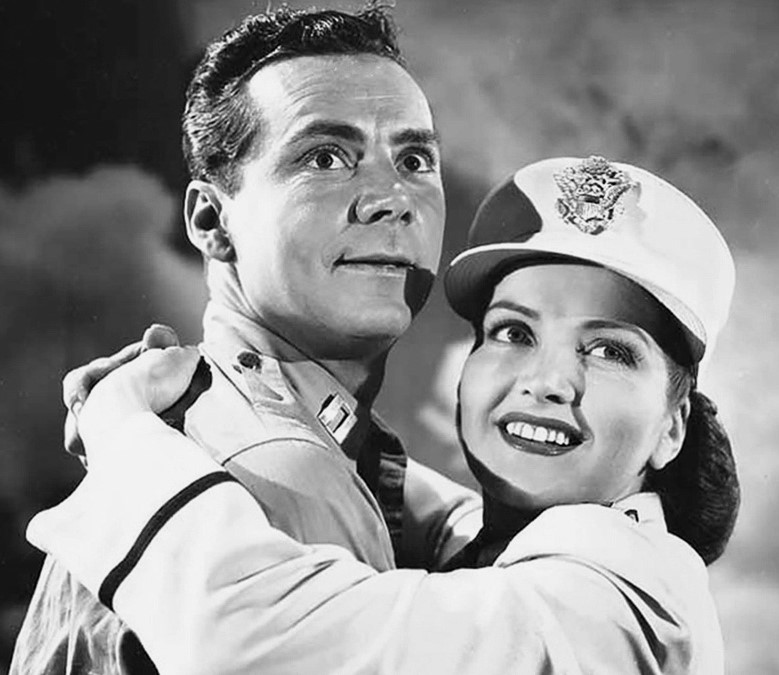
Seven Were Saved (1947) :
Russell Hayden et Catherine Craig

Actrice de cinéma durant seulement une décennie, Catherine Craig contribue à trente-huit films américains, depuis La Malédiction de William Nigh (1940, avec Boris Karloff et Marjorie Reynolds) jusqu'à Chaînes du destin de Mitchell Leisen (1950, avec Barbara Stanwyck et John Lund), après quoi elle se retire définitivement de l'écran.
Entretemps, mentionnons Les Nuits ensorcelées du même Leisen (1944, avec Ginger Rogers et Ray Milland) et le western La Descente tragique de Ray Enright (1948, avec Randolph Scott et Barbara Britton).
En 1937, elle joue à Passadena (Californie) dans la pièce Le Mystérieux Docteur Clitterhouse (en) de Barré Lyndon, aux côtés de Robert Preston (1918-1987). Trois ans après, en 1940, elle épouse ce dernier.
Restée veuve à la mort de l'acteur, Catherine Craig meurt elle-même en 2004, à 88 ans.

## Théâtre (sélection)
- 1937 : Le Mystérieux Docteur Clitterhouse (en) (The Amazing Dr. Clitterhouse) de Barré Lyndon[1], mise en scène de Victor Jory (à Pasadena)

## Filmographie partielle
- 1940 : La Malédiction (Doomed to Die) de William Nigh : Cynthia Wentworth
- 1940 : Murder Over New York d'Harry Lachman : une hôtesse
- 1941 : Une nuit à Lisbonne (One Night in Lisbon) d'Edward H. Griffith : une invitée
- 1941 : West Point Widow de Robert Siodmak : Hilda
- 1941 : Rien que la vérité (Nothing But the Truth) d'Elliott Nugent : Betty, la réceptionniste
- 1941 : Las Vegas Nights de Ralph Murphy : une jeune femme avec Bill
- 1941 : Among the Living de Stuart Heisler : la deuxième jeune femme au moulin
- 1942 : Ô toi ma charmante (You Were Never Lovelier) de William A. Seiter : Julia Acuña, la mariée
- 1944 : Les Nuits ensorcelées (Lady in the Dark) de Mitchell Leisen : Mlle Foster
- 1944 : Le bonheur est pour demain (And Now Tomorrow) de Irving Pichel : une réceptionniste
- 1944 : L'Odyssée du docteur Wassell (The Story of Dr. Wassell) de Cecil B. DeMille : Mme Wayne
- 1944 : La Marine en jupons (Here Comes the Waves) de Mark Sandrich : Lieutenant Townsend
- 1945 : La Blonde incendiaire (Incendiary Blonde) de George Marshall : Louella Parsons
- 1945 : Duffy's Tavern d'Hal Walker : une infirmière
- 1945 : Le Poids d'un mensonge (Love Letters) de William Dieterle : Jeanette Campbell
- 1945 : Le Club des cigognes (The Stork Club) d'Hal Walker : Louella Parsons
- 1946 : Amazone moderne (The Bride Wore Boots) d'Irving Pichel : Mme Medford
- 1946 : Les Héros dans l'ombre (O.S.S.) d'Irving Pichel : la secrétaire de Williams
- 1946 : L'Emprise du crime (The Strange Love of Martha Ivers) de Lewis Milestone : la servante française
- 1946 : Le Joyeux Barbier (Monsieur Beaucaire) de George Marshall : une duchesse
- 1947 : Mariage parfait (The Perfect Marriage) de Lewis Allen : Julie Camberwell
- 1947 : Seven Were Saved de William H. Pine : Lieutenant Susan Briscoe
- 1947 : Hollywood en folie (Variety Girl) de George Marshall : une secrétaire
- 1947 : The Pretender (en) de W. Lee Wilder : Claire Worthington
- 1948 : La Descente tragique (Albuquerque) de Ray Enright : Celia Wallace
- 1949 : El Paso, ville sans loi (El Paso) de Lewis R. Foster : Mme Elkins
- 1950 : Chaînes du destin (No Man of Her Own) de Mitchell Leisen : Rosalie Baker

## Note et référence
1. ↑  Pièce adaptée au cinéma en 1938, sous le même titre.